# Antonio Baños i Boncompain
Antonio Baños i Boncompain (Barcelona, 18 d'abril de 1967) és un periodista, assagista i músic català.

## Trajectòria
Es va diplomar en Ciències de la Informació a la Universitat Autònoma de Barcelona. Ha treballat a diversos mitjans de comunicació. En ràdio ha col·laborat amb Ràdio Associació de Catalunya, COM Ràdio i Ràdio Nacional d'Espanya. Televisions com Televisió de Catalunya, Betevé i La Sexta i publicacions com El Periódico, Ara, Catalunya Plural, ADN, La Marea i Público, entre d'altres. Va ser subdirector d'Ajoblanco i ha treballat en múltiples projectes editorials i audiovisuals.
Ha fet periodisme de divulgació econòmica en diversos mitjans i ha publicat dos llibres sobre el tema: La economía no existe, publicat el 2009, i Posteconomía, del 2012, on critica els esquemes econòmics actuals i el capitalisme. El novembre de 2012 va publicar un article irònic titulat «Guia pràctica de l'expulsió catalana de l'euro», i el 2013 va publicar La rebel·lió catalana amb l'editorial Labutxaca on defensa la constitució d'una república catalana.
A les eleccions al Parlament de Catalunya de 2015, fou cap de llista de la Candidatura d'Unitat Popular - Crida Constituent després de ser escollit en primàries com a independent. La seva coalició va obtenir uns resultats històrics, arribant als 10 escons de representació al Parlament de Catalunya. El 4 de gener de 2016 va renunciar a la seva acta de diputat després de la decisió del consell polític i del grup d'acció parlamentària de la CUP-Crida Constituent de no donar suport a la investidura d'Artur Mas. El 12 de gener va formalitzar oficialment la renúncia a l'escó després de participar en la sessió d'investidura i votar al nou President de la Generalitat Carles Puigdemont. És exsecretari nacional de l'ANC.
Com a músic ha estat membre del grup Los Carradine des de 1989 i ha publicat dos discos: Sospechoso tren de vida (2006) i Academia rocanrol (2016). En algunes actuacions musicals en solitari, fa servir el pseudònim d'AB Boncompain.

### Judici
El 27 de febrer de 2019, durant el judici al procés independentista català, tant ell com la representant de la CUP Eulàlia Reguant es van negar a respondre les preguntes que va formular el partit d'extrema dreta Vox en qualitat d'acusació particular. El motiu de l'acció va ser la voluntat de fer patent «l'anomalia de la presència de Vox com a acusació popular en el judici contra el dret a l'autodeterminació i denunciar la connivència entre l'extrema dreta i l'aparell judicial espanyol». Per aquests fets, a l'abril de 2021, el Jutjat d'instrucció número 10 de Madrid va acceptar la investigació del cas i al llarg de la tardor va sol·licitar al Tribunal Suprem que es declarés competent per a jutjar a Reguant, en tant que aforada. Durant la primera fase d'investigació ambdós encausats també es van negar a respondre les interpel·lacions de Vox, que va ser part de l'acusació d'aquell judici. La fiscalia provincial de Madrid va intervenir-hi i va qualificar els fets com a punibles per desobediència greu, tot sol·licitant per a cadascun d'ells una pena de mig any de presó i la inhabilitació del sufragi passiu. Així, doncs, se'l va citar, en via ordinària, pel 29 de setembre de 2022.
Arribada la data, es va presentar al Jutjat penal número 30 de Madrid i va quedar vist per sentència després de marxar i descriure el judici com a «ridícul» per no poder declarar en català davant de la magistrada Hortensia De Oro-Pulido. Tanmateix, durant el judici, la Fiscalia va rebaixar la petició a una pena de 4 mesos de presó i 4 mesos d'inhabilitació del sufragi passiu. A l'entrada del tribunal va ser acompanyat per Eulàlia Reguant, que el dia abans havia declarat al Tribunal Suprem, així com la diputada al Parlament de Catalunya Dolors Sabater i del diputat al Congrés dels Diputats Albert Botran, tots ells de la CUP. Dues setmanes més tard, l'11 d'octubre, va ser condemnat a 4 mesos de presó i al pagament de les costes processals, si bé la sentència va ser recurrible davant l'Audiència Provincial de Madrid en els següents 10 dies. En ús d'aquest dret, la defensa va recórrer la sentència i el recurs d'apel·lació va ser admès a tràmit el 29 de novembre de 2022. En l'escrit es va esgrimir que, abans de la vista, s'havia sol·licitat la intervenció d'un intèrpret però la resposta, de caràcter denegatòria, va arribar en el mateix moment del judici, fet que havia comportat una vulneració dels drets fonamentals.
Finalment, el 12 de desembre de 2022, el comitè de suport va organitzar un acte de final de campanya anomenat «La protecció judicial a l'extrema dreta» a la Universitat de Barcelona, que va comptar amb la participació dels implicats Eulàlia Reguant i Antonio Baños. A l'acte hi van assistir els portaveus del grup parlamentari d'ERC, Marta Vilalta i Jordi Orobitg, i el president d'Òmnium Cultural, Xavier Antich.

## Obra publicada
- La economía no existe (Los Libros del Lince, 2009) ISBN 978-84-9370-382-0
- Posteconomía (Los Libros del Lince, 2012) ISBN 978-84-1507-022-1
- La rebel·lió catalana (La Butxaca, 2013) ISBN 978-84-9930-653-7
- La cara B, una altra mirada al procés (amb Jordi Borràs) (Pagès, 2016) ISBN 978-84-99757834[20]
- La república possible (Ara llibres, 2017) ISBN 978-84-16915194
- Barcelona no té solució.  Barcelona: Viena Edicions, 2023. ISBN 978-84-19474-09-4.[21]